# Vlkolínec
Vlkolínec este un sat în Slovacia, aparținând în prezent de orașul Ružomberok. Fondat în secolul al XIV-lea, este inclus în Ružomberok din anul 1882. 
Din anul 1993 localitatea este sit al patrimoniului mondial UNESCO, fiind împreună cu alte 9 sate din Slovacia localități conservate. Localitatea este un sat tipic Carpaților de nord, fiind foarte bine conservat. Casele din lemn au câte două sau trei odăi și sunt decorate cu obiecte ale vieții cotidiene din trecut. Patrimoniul arhitectural al localității include și clopotniță de lemn din secolul 18 precum și o capelă construită în stil baroc. 
Localități cu statut de sat prezervat mai sunt:
- În Slovacia:
  - Brhlovce
  - Čičmany
  - Osturňa
  - Plavecký Peter
  - Podbiel
  - Sebechleby
  - Špania Dolina
  - Veľké Leváre
  - Ždiar

Localități similare aflate pe lista Unesco:
- Hollókő, Ungaria
- Holašovice, Cehia
- Gammelstad, Suedia